# ذو المعنيين
ذو المعنيين هو عند البلغاء أن يكون لفظ مشترك بين معنيين تامين وأن يكون المعنيان كلاهما أو أحدهما حقيقيا أو مجازيا، وأن يقصدهما المتكلم معا. وأما إذا كان اللفظ المشترك له أكثر من معنيين فهو حينئذ ذو المعاني.

## ذو المعنيين غامض التعريف
ذو المعنيين الغامض التعريف فهو أن يكون للفظ معنى آخر بلغة أخرى كالعربية مثلا بالإضافة للفارسية.